# جوليا سي. كولنز
جوليا سي. كولنز (بالإنجليزية: Julia C. Collins)‏ (1842 - 25 نوفمبر 1865، ويليامسبورت في الولايات المتحدة)؛ مُدرسة، كاتِبة وروائية أمريكية.